# 湧永満之記念庭園
湧永満之記念庭園（わくながまんじきねんていえん）は、広島県安芸高田市にある植物園。面積は137,000 m2。

## 概要
- 所在地: 〒739-1105 広島県安芸高田市甲田町糘地1624
- 標高: 300メートル
- 年間平均気温: 2006年は13.6℃、2005年は13.3℃、2004年は14.1℃。
- 年間平均降水量: 2006年は2,038 mm、2005年は1,382 mm、2004年は1,720 mm。

庭園は3月下旬から11月中旬の間、午前10時から午後5時まで、入園無料で一般公開している。15名以上の団体は、事前の申し込みが必要である。

## 歴史
この庭園は湧永製薬の創設者である湧永満之によって企画された。施工から植栽まで約10年かかり、その間のすべての施工を従業員自身が行った。
広島県高田郡甲田町（2004年に、周辺の町と合併し現在の安芸高田市）の牧場跡地を湧永薬品が所有していた。
製薬研究のための原料を提供することに加えて、全従業員のための休憩場所にもなっている。
庭園内の各所で、バイオテクノロジーの研究、製薬会社のニーズに合った特定の種類の薬用植物の栽培、および改良のための生きた植物材料の供給源として活用されている。
庭園は1993年に一般公開された。
庭園を無料で一般公開している社会活動は高い評価を受け、広島事業所の地域環境への取り組みに対し、1995年には「花のまちづくりコンクール」で農林水産大臣より最優秀賞を受賞した。翌1998年には「緑化推進運動功労賞」で最高位の賞を受賞した。

## 野草コレクション
日本からの薬用植物（伝統的薬局方、民間療法の製造に使用される植物）および海外からの薬用植物を栽培している。
また、世界中から集めた432種類のバラを栽培している。
散歩用の2つの庭園があり、最初の庭園は平坦で、200種類の木と花の群集を見ることができる。2番目の庭園は円錐形で、一連の滝がある。藤の花、春にはアヤメ、そして秋には楓が見頃となる。

## ギャラリー

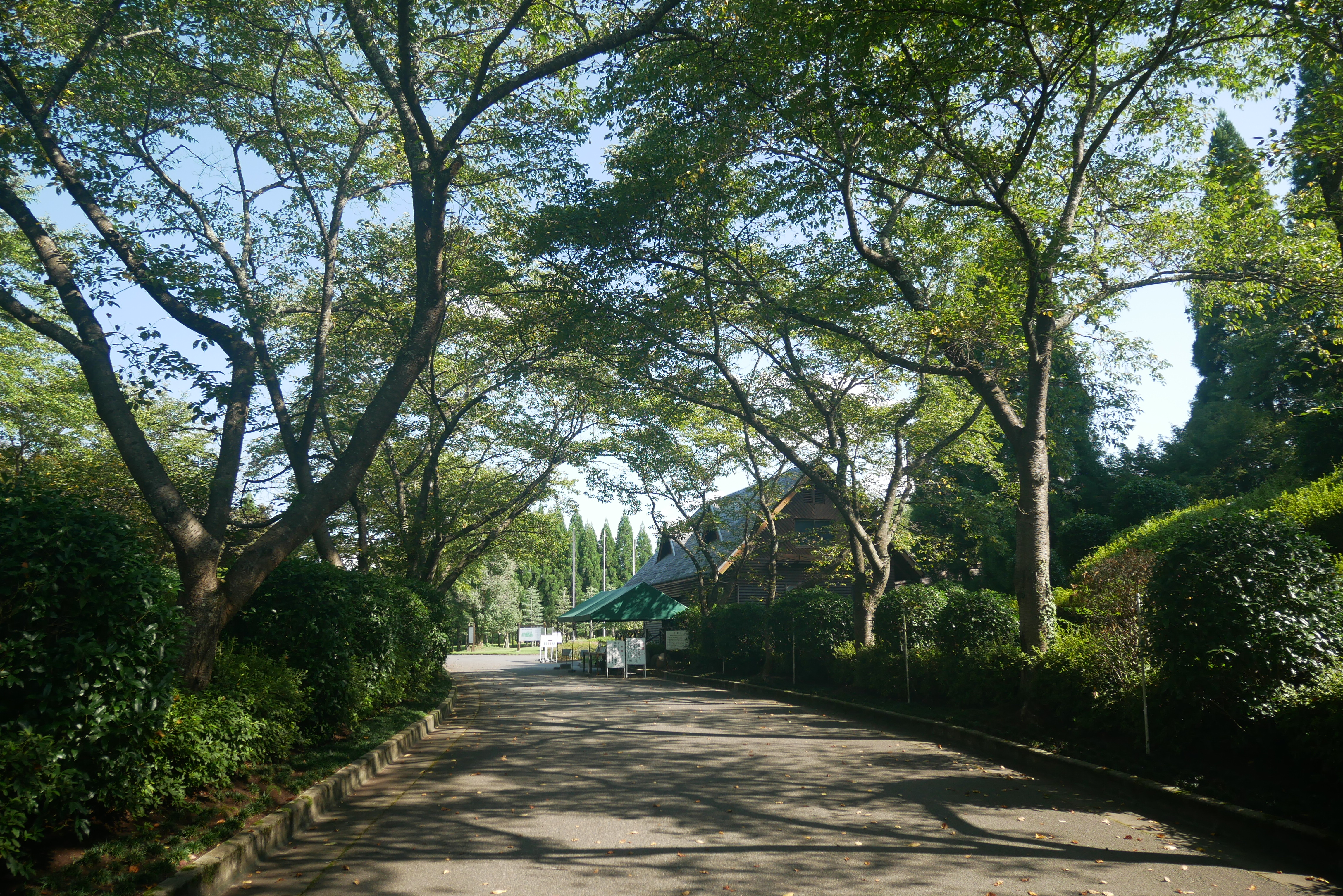
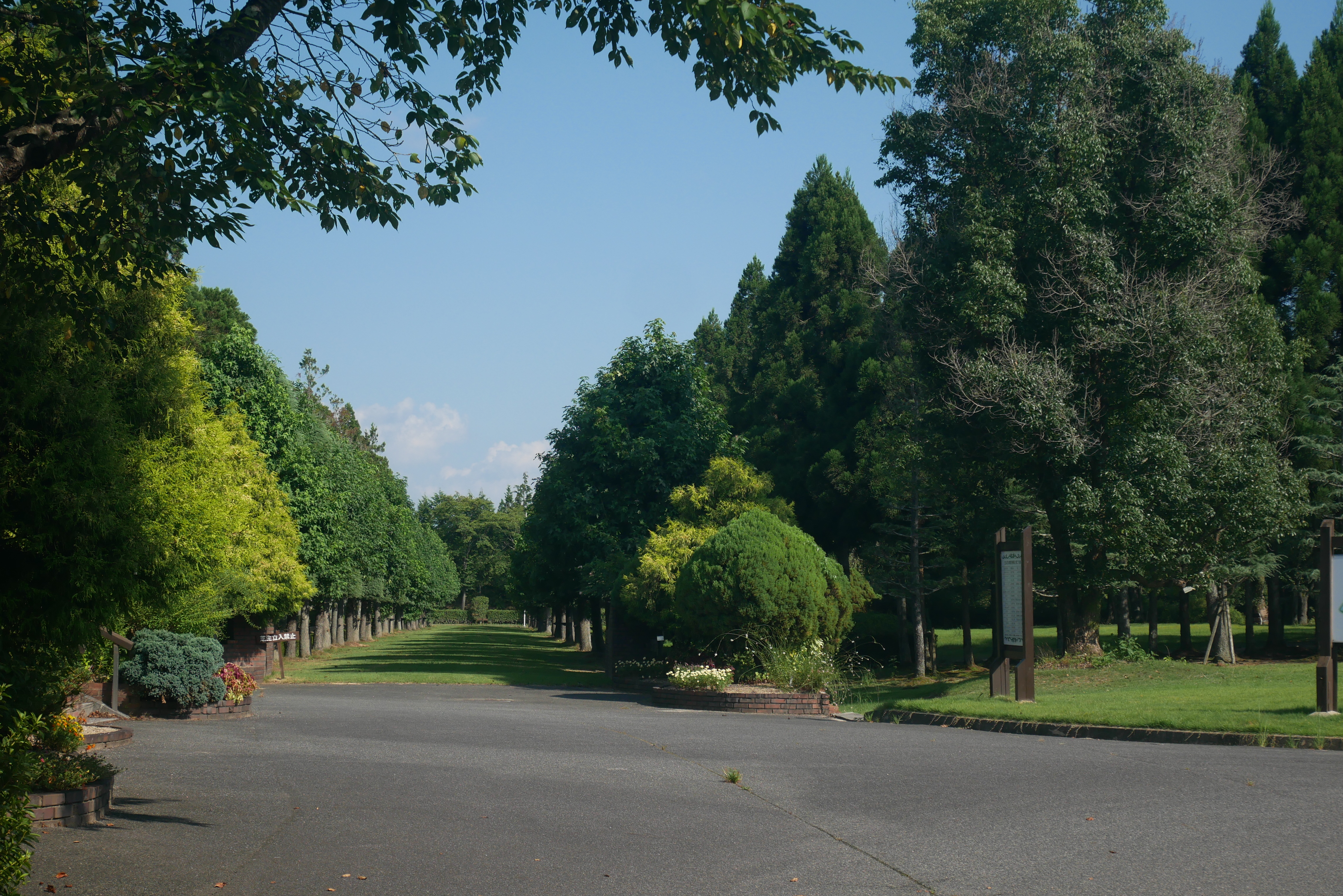
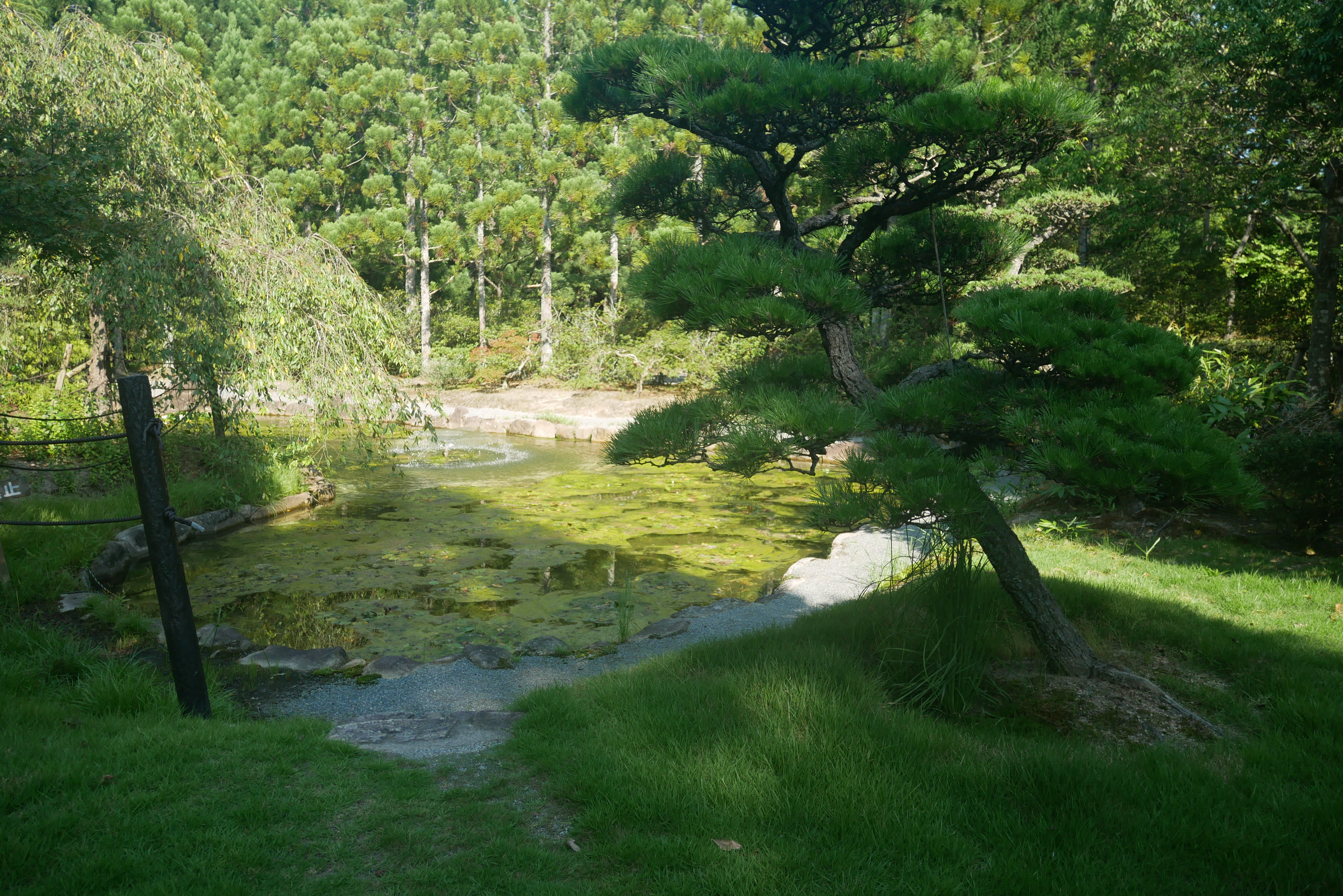
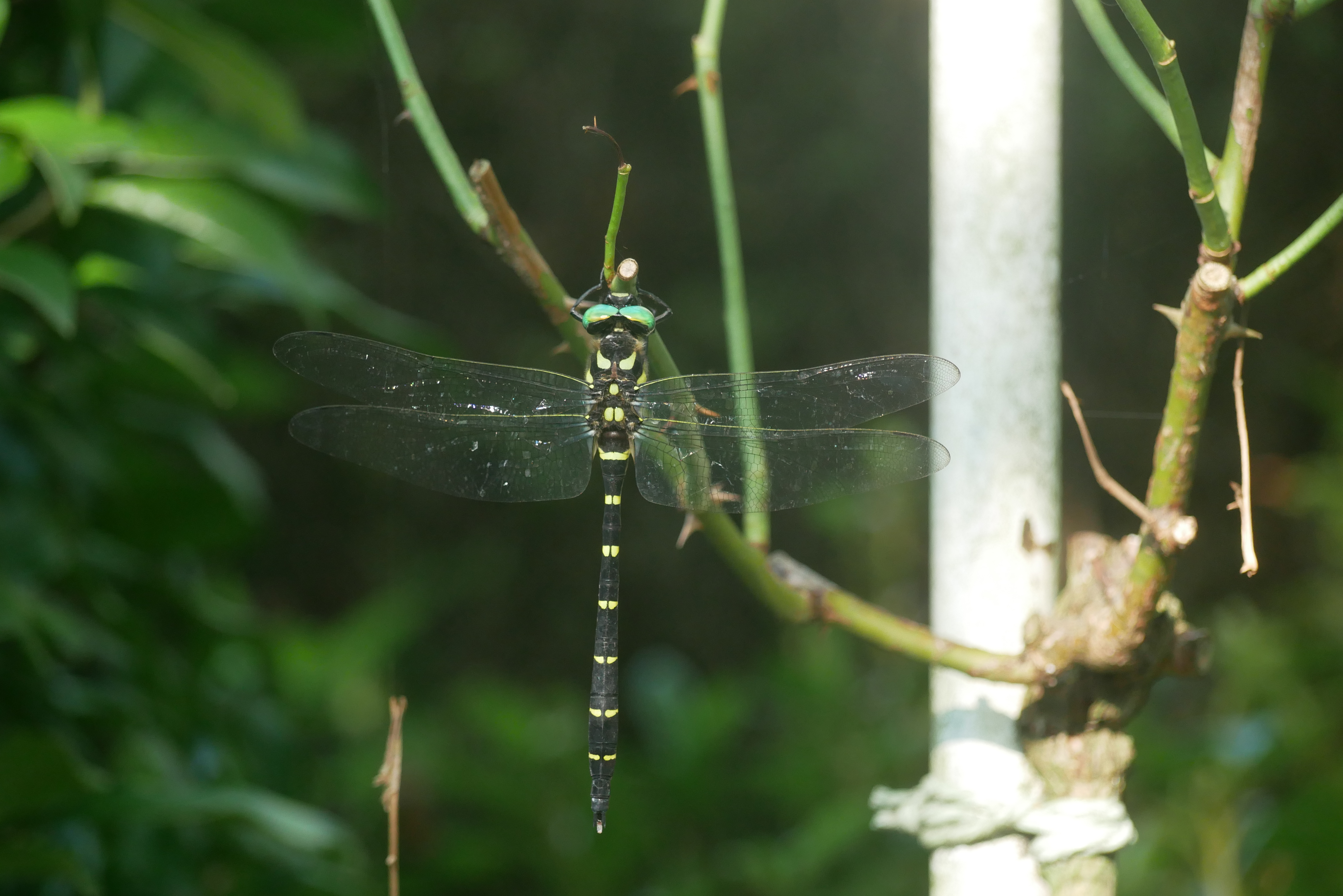